# Колодіївська сільська рада (Тисменицький район)
| Колодіївська сільська рада — орган місцевого самоврядування у Тисменицькому районі Івано-Франківської області з адміністративним центром у с. Колодіївка. Утворена 20 грудня 1991 року. Водоймища на території, підпорядкованій даній раді: річка Бистриця Солотвинська. Сільській раді підпорядковані населені пункти: - с. Колодіївка |

## Склад ради
Рада складається з 16 депутатів та голови.

### Керівний склад ради
| ПІБ                   | Основні відомості                                                           | Дата обрання | Дата звільнення |
| --------------------- | --------------------------------------------------------------------------- | ------------ | --------------- |
| Гриш Дмитро Дмитрович | Сільський голова, 1959 року народження, освіта, член Народного Руху України | 26.03.2006   | 31.10.2010      |

Примітка: таблиця складена за даними джерела